# Kościół Wniebowzięcia Najświętszej Maryi Panny w Kurzelowie
Kościół Wniebowzięcia Najświętszej Maryi Panny – rzymskokatolicki kościół parafialny należący do parafii pod tym samym wezwaniem (dekanat włoszczowski diecezji kieleckiej).
Ufundowany został około 1360 roku z inicjatywy arcybiskupa Jarosława Bogoria Skotnickiego; zastosowane ciekawe rozwiązanie architektoniczne (sklepienie opiera się na jednym filarze); gotycka chrzcielnica z 1414; obok kościoła drewniana dzwonnica z przełomu XVII i XVIII wieku. Kościół dawniej był siedzibą kapituły kolegiackiej, lecz kapituła ta została rozwiązana.